# Ꙇ
Iota (Ꙇ ꙇ, chữ nghiêng: Ꙇ ꙇ) là một chữ cái Kirin dựa trên chữ cái Hy Lạp Iota, và được sử dụng trong văn học học thuật từ thế kỷ 19 để phiên âm ký tự Glagolitic Izhe "Ⰹ". Ký tự này được đưa vào Unicode 5.1 vào tháng 4 năm 2008, dưới dãy Unicode Kirin-B.

## Mã máy tính
| Kí tự               | Ꙇ                            | Ꙇ                            | ꙇ                          | ꙇ                          |
| ------------------- | ---------------------------- | ---------------------------- | -------------------------- | -------------------------- |
| Tên Unicode         | CYRILLIC CAPITAL LETTER IOTA | CYRILLIC CAPITAL LETTER IOTA | CYRILLIC SMALL LETTER IOTA | CYRILLIC SMALL LETTER IOTA |
| Mã hóa ký tự        | decimal                      | hex                          | decimal                    | hex                        |
| Unicode             | 42566                        | U+A646                       | 42567                      | U+A647                     |
| UTF-8               | 234 153 134                  | EA 99 86                     | 234 153 135                | EA 99 87                   |
| Tham chiếu ký tự số | &#42566;                     | &#xA646;                     | &#42567;                   | &#xA647;                   |